# Józef Dobrzęcki
Józef Dobrzęcki (ur. 1813 w Samborze, zm. 1867 we Lwowie) – polski literat, tłumacz, spiskowiec, członek Stowarzyszenia Ludu Polskiego.

## Życiorys
Był synem prawnika. Uczęszczał do gimnazjum w Samborze. Po ukończeniu gimnazjum studiował teologię we Lwowie. Zajmował się tłumaczeniem na język niemiecki utworów Mickiewicza (Dziady, Farys). W latach 20. XX w. dokonany przez niego przekład Dziadów był przechowywany w aktach sądowych Archiwum Państwowego we Lwowie. Studia i twórczość literacką porzucił pochłonięty działalnością konspiracyjną. Był działaczem Stowarzyszenia Ludu Polskiego i innych tajnych towarzystw. W roku 1837 brał czynny udział w tajnej pracy samborskiej młodzieży gimnazjalnej wraz z Kasprem Cięglewiczem (spisek i proces Popiela i towarzyszy). Represjonowany przez władze cesarskie za działalność spiskowo-patriotyczną, niejednokrotnie był aresztowany i sądzony. Był członkiem Rady Narodowej we Lwowie delegowany z Rady Obwodowej w Samborze.
W 1848 roku uczestniczył w negocjacjach w sprawie powołania Legionu Polskiego na Węgrzech, a od lutego 1849 pełnił funkcję oficera łącznikowego Legionu Polskiego, przy Ministerstwie Obrony Węgier. W latach 50. i 60. uczył w Galicji. W latach 60. prowadził pensjonat dla młodzieży w Krakowie przy ul. Jagiellońskiej. 